# Технікум (зупинний пункт, Придніпровська залізниця)
Те́хнікум — пасажирський залізничний зупинний пункт Кримської дирекції Придніпровської залізниці на електрифікованій лінії Острякове — Євпаторія-Курорт між станціями Прибережне (1 км) та Саки (8 км). Розташований в однойменному селі Євпаторійського району Автономної Республіки Крим.

## Пасажирське сполучення
На Платформі Технікум зупиняються приміські електропоїзди за напрямком Євпаторія — Сімферополь / Севастополь лише влітку. Квиткові каси на зупинному пункті відсутні.